# 锡伊
锡伊（法語：Cilly）是法国皮卡第大区埃纳省的一个市镇，属于拉昂区马尔勒县。该市镇2009年时的人口为193人。

## 人口
锡伊人口变化图示
| 数据来源：INSEE |